# Nivell mitjà del mar

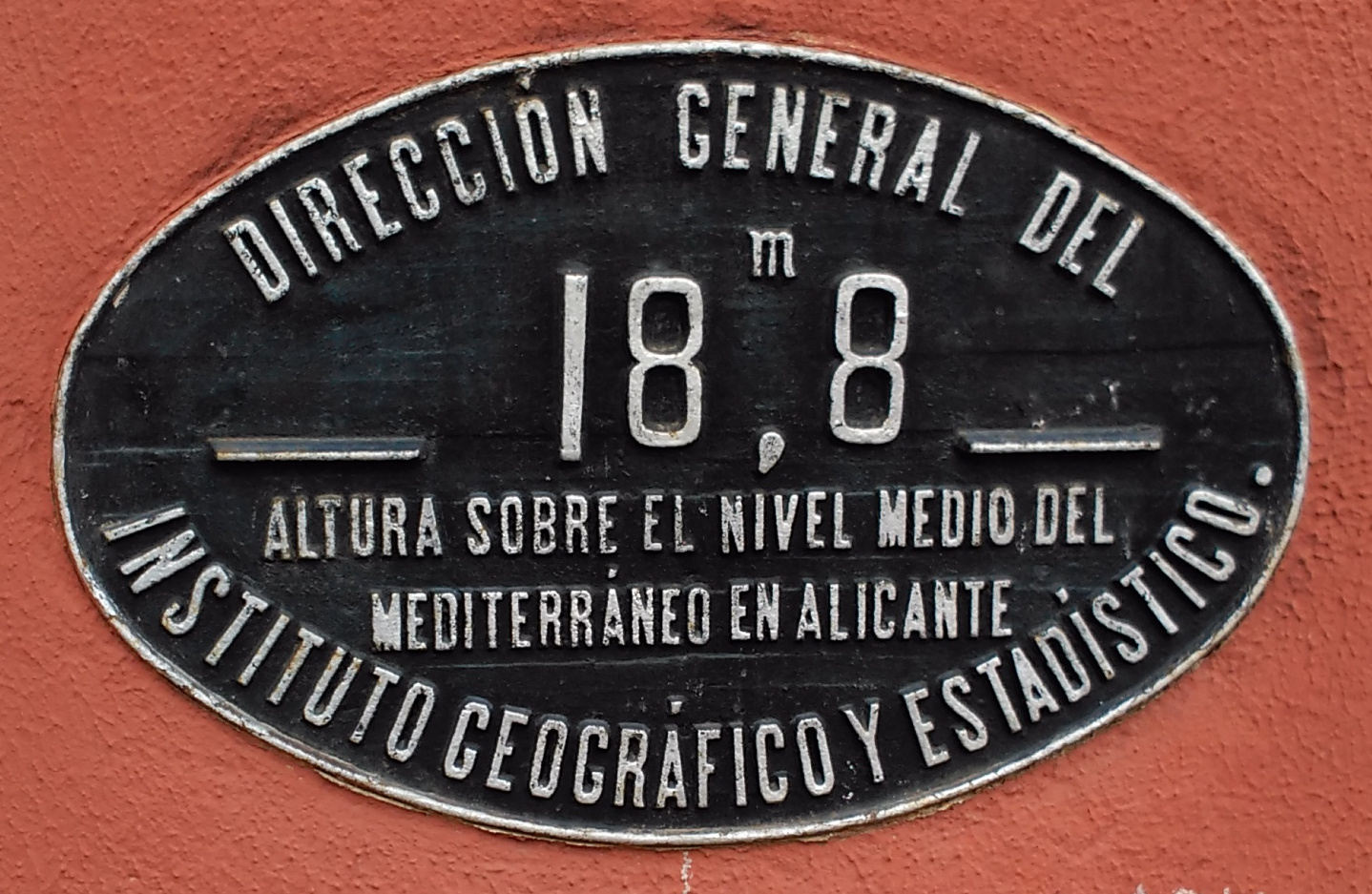
Placa oficial amb la mesura a Espanya. Aquesta es troba en una estació ferroviària.

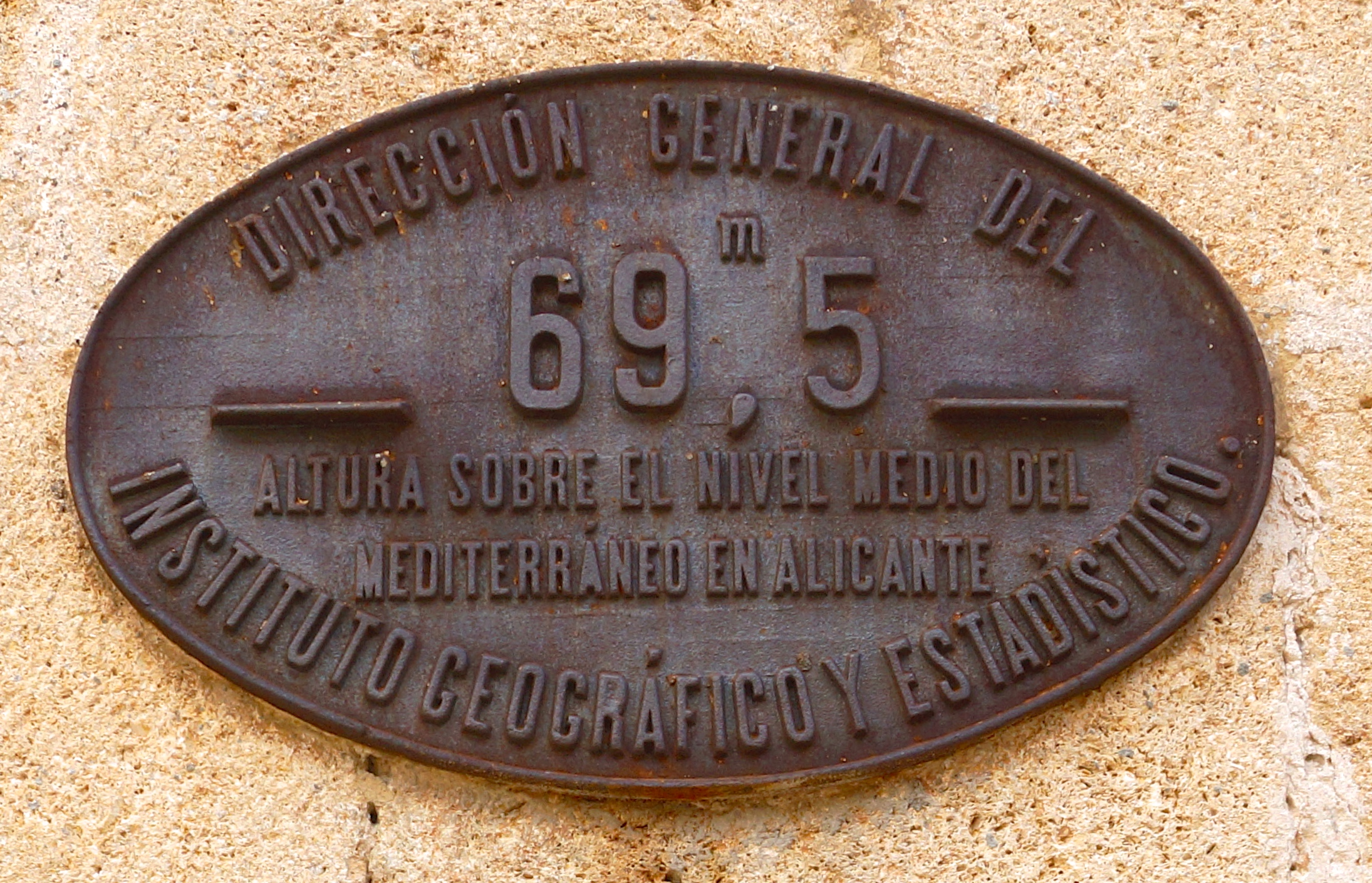
Placa oficial a la Catedral de Tarragona

El valor de nivell mitjà del mar es pren com a referència per definir alçades dintre de l'àmbit geogràfic, com localitats i accidents geogràfics (inclosos els accidents submarins). Internacionalment, aquestes mesures són coordinades i estandarditzades pel Permanent Service of Mean Sea Level (Servei permanent del nivell mitjà del mar), establert a Liverpool. Sovint, per referir-se a una altura mesurada en metres sobre el nivell del mar s'utilitza l'abreviatura msnm.
Com que l'aigua de mar es mou (principalment per les ones i les marees), es pren com a referència el seu valor mitjà, que es mesura en mareògrafs, que són instal·lacions que permeten mesurar el nivell del mar sense l'efecte de les ones. A més a més, cada estat estableix el nivell mitjà de la mar a partir d'un mareògraf de referència.
Per als Països Catalans es prenen diversos punts de referència segons l'estat on pertanyi la regió:
- A Catalunya,[4] la Franja, el País Valencià, les Balears i el Carxe, regions de l'Estat Espanyol, es pren com a referència el nivell mitjà de la mar Mediterrània a la ciutat d'Alacant.[5] L'elecció d'un mareògraf a la Mediterrània en comptes de l'oceà Atlàntic facilita el fet de poder determinar amb més precisió el nivell mitjà del mar perquè les marees hi són molt menors.
- A la Catalunya Nord, departament francès sota el nom oficial de Pyrénées-Orientales (Pirineus Orientals), el nivell que es pren com a referència és a Marsella.[6] Per a les mateixes raons que a Espanya, es pren com a punt de referència un mareògraf del Mar Mediterrani.
- Al Principat d'Andorra es pren el nivell mitjà del mar a la ciutat d'Alacant.